# Uede (província)

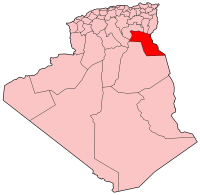
Mapa da província de Uede

Uede ou Uádi (em árabe: الواد; romaniz.: El Wad; lit. "o Rio") é um vilaiete argelino com capital de mesmo nome. situa-se a nordeste da Argélia e faz fronteira com a Líbia. Possui 30 comunas e uma população de 647.548 habitantes (Censo 2008).